# Maximiliano Silerio Esparza
Pour les articles homonymes, voir Esparza.
Maximiliano Silerio Esparza, né en 1946 à Durango, Durango, est un homme politique mexicain. Il est le gouverneur de l'État mexicain de Durango entre 15 septembre 1992 et 14 septembre 1998,.